# 伯纳德·福凯
伯纳德·福凯（英語：Bernard Fouquet）是一位法国时尚模特和商人，他以时尚老年模特的形象出现在多个广告中，他还是游戏求生之路中 比尔 的面部模型模特。他和儿子建立网站，现在经营和出售手工袜子。

## 外部連結
- 官方网站
- 伯纳德·福凯的Instagram帳戶